# Тодор Ненов
 Тази статия е за българския офицер.  За просветния деец вижте Тодор Ненов (учител).  
Тодор Ненов Ненов е български военен деец, полковник, участник в Балканската (1912 – 1913), Междусъюзническата (1913) и Първата световна война (1915 – 1918), командир на 18-и пехотен етърски полк (1922 – 1923), 5-и пехотен дунавски полк (1928 – 1930) и 27-и пехотен чепински полк (1930 и 1932).

## Биография
Тодор Ненов е роден на 19 януари 1885 г. във Велико Търново. През 1906 г. завършва Военно на Негово Княжеско Височество училище в 26-и випуск и на 19 септември е произведен в чин подпоручик. През 1909 като младши офицер от 20-и пехотен добруджански полк подпоручик Ненов е награден с Възпоменателен кръст „За независимостта на България 1908 година“. На 22 септември 1909 г. е произведен в чин поручик, на 2 август 1913 в чин капитан и на 20 юли 1917 в чин майор.
Тодор Ненов служи в като командир на дружина от 2-ри пехотен искърски полк, помощник-началник на 7-и пограничен сектор и като командир на рота от 5-а допълваща част. На 28 август 1920 е произведен в чин подполковник и на 28 август 1922 е назначен за командир на 18-а пехотна етърска дружина, на която длъжност е до 8 март 1923 г. През 1928 г. е произведен в чин полковник, а две години по-късно на 14 юли 1928 с Министерска заповед №172а е назначен за командир на 5-и пехотен дунавски полк. На тази длъжност е до 16 април 1930 г., когато поема командването на 27-и пехотен чепински полк.
През 1931 г. полковник Тодор Ненов е назначен за началник на 5-и пограничен сектор, а през 1932 е назначен обратно за командир на 27-и полк. През 1933 г. е началник на 7-и пограничен сектор, а през 1934 г. излиза е уволнен от служба и преминава в запаса.

## Военни звания
- Подпоручик (19 септември 1906)
- Поручик (22 септември 1909)
- Капитан (2 август 1913)
- Майор (20 юли 1917)
- Подполковник (28 август 1920)
- Полковник (1928)

## Награди
- Възпоменателен кръст „За независимостта на България 1908 година“ (1909)
- Военен орден „За храброст“ IV степен 2 клас (1913)
- Знак „За 10 години отлична служба“ (1917)